# Ефрем Катунакский
Преподобный Ефрем Катунакский (греч. Εφραίμ Κατουνακιώτης; в миру Евангелос Папаникитас (Ευάγγελος Παπανικήτας); 6 декабря 1912, Амбелохори, Беотия — 27 февраля 1998, Афон, Айон-Орос) — православный монах, живший на горе Афон.
Канонизирован Константинопольской православной церковью 9 марта 2020 года. День памяти — 14/27 февраля (греч.).

## Ранний период жизни
Он родился в крестьянской семье 6 декабря 1912 г. в Абелохори (Αμπελοχώρι), деревне в Фивах (Беотия). Его отца звали Иоаннис Папаникитас (Ιωάννης Παπανικήτας), а мать — Виктория (Βικτωρία). У него было 3 брата и сестры: Эпаминондас (Ἐπαμεινώνδα), Элени (Ἑλένη) и Хараламбос (Χαράλαμπο). Его светское имя было Евангелос. Детство его прошло в Абелохори. Однако, когда он учился в начальной школе, родители переехали в Фивы для обучения детей. С ранних лет он заинтересовался монашеством.
Однако в детстве он страдал от проблем со здоровьем: в 14 лет у него появились припухлости вокруг глаз, а позднее развилась тяжёлая экзематозная болезнь голеностопного сустава.

## Монашеская жизнь
Будущий старец (в миру — Евангел) родился в 1912 году, в христианской семье, в деревушке Абелохори, что располагалась недалеко от Фив. Его дед, Никита, служил священником, родители, Иоанн (Яннис) Папаникита и Виктория были глубоко верующими людьми. Помимо Евангела в семье воспитывалось ещё трое детей. Все они приучались жить в христианских добродетелях, по закону Божьему.
В детские годы Евангел поступил в гимназию. По её окончании он хотел найти своё место в обществе, но претерпел на этом поприще множество неудач. Воспламенившись мыслью, что только Господь может направить его по верному пути, он решил вступить в монашество. Его мать, Виктория, получив во сне откровение — увидев явление старца, как утверждается, святого Ефрема Сирина, пояснившего, что решение её сына соответствует Божественной воле, — не стала препятствовать реализации его замысла.
В 1933 году, 14 сентября, в жизни Евангела начался новый период — подвижничество на Афоне. Первое время ему приходилось испытывать множество трудностей, в том числе связанных с гневливостью местных старцев. Преодоление трудностей лишь укрепило его духовно, приучило к смирению и терпению. Спустя некоторое время Евангел принял иноческий постриг и получил новое имя — Лонгин. В 1935 году инок Лонгин принял великую схиму и был наречён Ефремом, в честь святого Ефрема. На следующий год он удостоился возведения в иерейское достоинство, и с этого времени стал зваться: отец Ефрем Катунакский. Жил и подвизался он на Катунаках, следуя традициям тамошних пустынников. В возрасте 86 лет отец Ефрема (Евангела) по плоти, Янис, тоже вступил в братство, и вскоре принял постриг и новое имя, Иов. Мать, достигнув старости, также приобщилась к монашеству. Впоследствии отец Ефрем не раз с радостью рассказывал о своих родителях, принявших ангельский образ. В своё время отец Ефрем сблизился со старцем Иосифом Исихастом. Старец Иосиф наставлял его в различных вопросах, учил умному деланию, изъяснял суть созерцания. Когда братство Иосифа перебралось от скита святого Василия в Малую Анну, братия приступили к строительству небольшой церкви в честь и память пророка Иоанна Предтечи. В этом строительстве принял участие и отец Ефрем. В Малой Анне, священник Ефрем прожил около двух месяцев. Вдохновляясь примером и поучениями старца, он, при помощи Божьей, всё больше погружался в тайны безмолвия. Серьёзное внимание Отец Ефрем уделял соблюдению устава, молитвенному деланию, вдумчивому чтению Священного Писания, творений христианских подвижников (особенно тех, что вошли в состав «Добротолюбия»). Особое благоговение он испывал во время служения Божественной Литургии. Литургию он совершал вплоть до глубокой старости, пока ему это позволяли его телесные силы. По смерти старца Иосифа, которая наступила в 1959 году, отец Ефрем продолжал посещать его братство, находившееся тогда в Новом Скиту. На сороковой день по кончине усопший старец явился ему и попрощался. Впоследствии священник Ефрем неоднократно видел этого старца во сне. В 1994 году бывший игумен обители преподобного Филофея в сопровождении двух монахов принёс отцу Ефрему для поклонения главу Иосифа Исихаста, чем исполнил желание батюшки поклониться этой главе прежде смертной кончины. В 1973 году почил старец Никифор, у которого отец Ефрем был в послушании. Перед своей смертью старец Никифор благословил его. Вскоре после этого отец Ефрем принял под окормление братство отца Никифора и вышел на поприще служения старца и духовника. От тяжких трудов у отца Ефрема проявился цианоз, и это заболевание прогрессировало. Он вынужден был обратиться за медицинской помощью и отправился с этой целью в Салоники. Возвратившись, всерьёз задумался о создании своего братства. Вскоре у него появился ученик. Братство же было собрано к 1980 году. В 1996 году отца Ефрема поразил инсульт, в результате чего он был парализован и слёг. Прожив в таком состоянии приблизительно полтора года, 14 (27) февраля 1998 года он почил и предстал перед Высшим Судьёй.

## Канонизация
20 октября 2019 года в храме Протатона в Карьесе на горе Афон Вселенский Патриарх Варфоломей объявил о беатификации четырёх великих афонских старцев XX века, среди которых:
- Даниил Катунакский[7] (умер в 1929 г.)
- Иероним Симонопетрский (умер в 1957 г.)
- Исихаст Иосиф (умер в 1959 г.)
- Ефрем Катунакский (умер в 1998 г.)

Канонизирован в лике святых 9 марта 2020 г. вместе с тремя другими перечисленными выше монахами.